# Aída Román
Aída Román (Mexico-Stad, 21 mei 1988) is een Mexicaans boogschutster.

## Carrière
Román nam deel aan de Olympische Spelen in 2008, 2012 en 2016. In 2012 won ze de zilveren medaille op de Olympische Spelen. Ze won tal van medailles op toernooien in Zuid-Amerika en verschillende podia in de World Cup.

## Erelijst

### Olympische Spelen
- 2012:  Londen (individueel)

### Wereldkampioenschap
- 2011:  Turijn (gemengd)
- 2014:  Nîmes (indoor, individueel)
- 2018:  Yankton (indoor, individueel)
- 2021:  Yankton (team)

### Pan-Amerikaanse Spelen
- 2007:  Brazilië (individueel)
- 2011:  Mexico (individueel)
- 2011:  Mexico (team)
- 2015:  Toronto (team)
- 2019:  Lima (team)

### Centraal-Amerikaanse en Caraïbische Spelen
- 2010:  Puerto Rico (individueel)
- 2010:  Puerto Rico (gemengd)
- 2010:  Puerto Rico (team)
- 2014:  Mexico (individueel)
- 2018:  Barranquilla (individueel)
- 2018:  Barranquilla (team)

### Pan-Amerikaans kampioenschap
- 2010:  Mexico (individueel)
- 2010:  Mexico (gemengd)
- 2010:  Mexico (team)
- 2018:  Medellín (team)
- 2021:  Monterrey (team)

### World Cup
- 2011:  Shanghai (team)
- 2012:  Ogden (team)
- 2013:  Antalya (gemengd)
- 2014:  Shanghai (individueel)
- 2014:  Shanghai (gemengd)
- 2014:  Wrocław (gemengd)
- 2014:  Wrocław (team)
- 2014:  Lausanne (individueel)
- 2014:  Lausanne (gemengd)
- 2015:  Bangkok (indoor, individueel)
- 2015:  Shanghai (gemengd)
- 2015:  Wrocław (gemengd)
- 2016:  Marrakesh (indoor, individueel)
- 2016:  Medellín (team)
- 2017:  Marrakesh (indoor, individueel)
- 2017:  Berlijn (team)
- 2017:  Mexico-Stad (team)
- 2018:  Salt Lake City (team)
- 2019:  Antalya (team)
- 2020:  November (individueel)
- 2021:  Guatemala-Stad (team)
- 2021:  Lausanne (team)
- 2021:  Parijs (team)